# Hongqi CA72
Hongqi CA72 — автомобиль, выпускавшийся китайским Первым автомобильным заводом с 1958 по 1967 год, всего произведено 203 экземпляра. Первая модель серии Hongqi, которую продолжили Hongqi CA770 (1966—1999) и Hongqi L5 (2014 — н.в.).

## История
Первоначально для элиты Компартии Китая на Первом автомобильном заводе в Пекине, построенном в 1953 году при технической и финансовой поддержке СССР, была организована сборка ГАЗ-21 под названием Dongfanghong BJ760.
В 1955 году Мао Цзэдун на съезде КПК высказал пожелание в рамках политики «Большого скачка» выпускать автомобили производства Китая. 1 августа 1958 года был представлен первый прототип Hongqi СА72, и с 1959 года начат серийный выпуск.
Автомобиль в 1960 году был показан на Лейпцигской ярмарке в социалистической ГДР, а в 1965 году на выставке в Париже, и стал самым известным изделием китайского автопрома, а его изображения появились в западно-европейской прессе.
Модель выпускалась до 1967 года, всего было выпущено 203 экземпляра: 198 седанов, 2 кабриолета и 3 лимузина.

## Технические характеристики
В автомобильной литературе существует единодушие в том, что автомобиль не является собственной китайской разработкой. Наиболее широко распространено мнение, что конструкция в техническом и стилистическом отношении была тесно связана с автомобилями американского производителя Chrysler.
Однако, наиболее вероятно, что конструкция — советского происхождения: ГАЗ-13 «Чайка» или ЗИЛ-111: в то время ни один из двигателей V8 концерна Chrysler не имел объема двигателя 5,65 литра, а главное, двигатель Hongqi построен в соответствии с метрической системой измерения, а не англо-американской, причём диаметр цилиндра соответствует советскому двигателю V8 ГАЗ-13 «Чайка»; который, в свою очередь, был разработан в 1956 году вместе с двигателем грузовика ЗиЛ-130 и по существу отличался только другим коленчатым валом и измененной системой карбюратора. Коробка передач — 2-ступенчатая, а затем 3-ступенчатая — соответствуют коробкам ЗиЛ-130 и ГАЗ-13 «Чайка».